# Marina Koșevaia
Marina Koșevaia (n. 1 aprilie 1960, Moscova, RSFS Rusă, URSS) este o înotătoare ce a reprezentat Rusia, medaliată olimpică. A participat la o ediție a Jocurilor Olimpice (1976) în care a câștigat o medalie de aur și o medalie de bronz.